# Mario Scheiber
Mario Scheiber (Sankt Jakob in Defereggen, 6. ožujka 1983.) je austrijski alpski skijaš.
Prvu utrku u Svjetskome skijaškom kupu imao je 15. ožujka 2003. godine u Lillehammeru.
U sezoni 2005./06., sudjelovao je u samo jednoj utrci zbog ozljede. Međutim, imao je uspješan povratak u sezoni 2006./07.
Svjetski je juniorski prvak iz Briançona u veleslalomu.

## Vanjske poveznice
- Službena stranica  Arhivirana inačica izvorne stranice od 11. travnja 2007. (Wayback Machine)
- Statistika FIS-a  Arhivirana inačica izvorne stranice od 11. ožujka 2010. (Wayback Machine)